# Kierston Wareing
Faye Kierston Wareing (Leigh-on-Sea, 7 gennaio 1976) è un'attrice britannica, nota principalmente per aver recitato nei film Fish Tank, In questo mondo libero... e per aver interpretato Kirsty Branning nella serie EastEnders.

## Biografia
Il suo primo ruolo da protagonista è stato nella pellicola cinematografico di Ken Loach In questo mondo libero..., seguito dall'interpretazione in Fish Tank. In ambito televisivo ha recitato in The Runaway, The Take, Luther, The Shadow Line, EastEnders e in Hollyoaks.

## Filmografia parziale

### Cinema
- In questo mondo libero... (It's a Free World...), regia di Ken Loach (2007)
- Rise of the Footsoldier, regia di Julian Gilbey (2007)
- Il caso dell'infedele Klara, regia di Roberto Faenza (2009)
- Fish Tank, regia di Andrea Arnold (2009)
- The Double, regia di Michael Brandt (2011)
- Love Bite - Amore all'ultimo morso (Love Bite), regia di Andy De Emmony (2012)
- The Liability, regia di Craig Viveiros (2012)
- Missione vendetta (Avengement), regia di Jesse V. Johnson (2019)

### Televisione
- EastEnders – serial TV, 130 puntate (2001-2014)
- The Take - Una storia criminale (The Take), regia di David Drury – miniserie TV (2009)
- The Runaway – serie TV, 5 episodi (2011)
- The Shadow Line, regia di Hugo Blick – miniserie TV (2011)
- Scott & Bailey – serie TV, episodio 1x04 (2011)
- Luther – serie TV, 4 episodi (2011)
- Top Boy – serie TV, 4 episodi (2011)
- Inside Men, regia di James Kent – miniserie TV (2012)
- Glue, regia di Daniel Nettheim, Olly Blackburn e Cathy Brady – miniserie TV, 3 puntate (2014)
- Hollyoaks – serial TV, 9 puntate (2015)
- The End of the F***ing World – serie TV, episodi 1x06-1x07 (2017)
- Trust – serie TV, episodi 1x06-1x07 (2018)
- Strike – serie TV, 3 episodi (2018-2022)

## Doppiatrici italiane
- Francesca Fiorentini in In questo mondo libero...
- Laura Latini in Il caso dell'infedele Klara
- Maddalena Vadacca in Fish Tank
- Emanuela D'Amico in The Liability
- Emilia Costa in Missione vendetta

## Riconoscimenti
- 2007 – British Independent Film Award
  - Candidatura alla Most Promising Newcomer in In questo mondo libero...
  - Candidatura alla Best Actress in In questo mondo libero...
- 2008 – BAFTA TV Award
  - Candidatura alla Best Actress in In questo mondo libero...
- 2008 – Evening Standard British Film Award
  - Candidatura alla Most Promising Newcomer in In questo mondo libero...
- 2009 – British Independent Film Award
  - Candidatura alla Best Supporting Actress in Fish Tank
- 2009 – Acting Award
  - Vincitrice del Brest European Short Film Festival Acting Award in Leaving
- 2010 – ALFS Award
  - Candidatura alla British Supporting Actress of the Year in Fish Tank
- 2011 – Chlotrudis Award
  - Candidatura alla Best Supporting Actress in Fish Tank